# Целіни (гміна Хмельник)
Целіни (пол. Celiny) — село в Польщі, у гміні Хмельник Келецького повіту Свентокшиського воєводства.
Населення — 380 осіб (2011).
У 1975—1998 роках село належало до Келецького воєводства.

## Демографія
Демографічна структура на день 31 березня 2011 року:
|          | Загалом | Допрацездатний вік | Працездатний вік | Постпрацездатний вік |
| -------- | ------- | ------------------ | ---------------- | -------------------- |
| Чоловіки | 183     | 36                 | 127              | 20                   |
| Жінки    | 197     | 53                 | 102              | 42                   |
| Разом    | 380     | 89                 | 229              | 62                   |